# Galatheanthemum profundale
Galatheanthemum profundale is een zeeanemonensoort uit de familie Galatheanthemidae.
Galatheanthemum profundale is voor het eerst wetenschappelijk beschreven door Carlgren in 1956.